# 小行星2049
小行星2049（2049 Grietje）是一颗围绕太阳公转的小行星。1973年9月29日，湯姆·赫雷爾斯在帕洛马山发现了此天体。
該小行星以赫雷爾斯的姻親G·A·M·哈林-格瑞斯（G. A. M. Haring-Gehrels）命名。
这颗小行星的绝对星等为141.689120062764等。